# شهرستان قوردای
شهرستان قوردای (به قزاقی: Қордай ауданы، قورداي اۋدانى) یک شهرستان در قزاقستان است که در استان جامبیل واقع شده‌است.

## خصوصیات
شهرستان قوردای  ۱۳۲٬۴۸۳ نفر جمعیت دارد.